# هایلند (آرکانزاس)
هایلند (آرکانزاس) (به انگلیسی: Highland, Arkansas) یک شهر در ایالات متحده آمریکا با جمعیت ۱٬۰۴۵ نفر است که در آرکانزاس واقع شده‌است.

## موقعیت جغرافیایی
موقعیت جغرافیایی شهرها و مناطق اطراف به شرح زیر است: